# Et Cetera
Et Cetera je petnajsti studijski album Waynea Shorterja, ki je bil posnet 14. junija 1965, izšel pa je leta 1980 pri založbi Blue Note Records. Album vsebuje štiri avtorske skladbe Shorterja in priredbo Evansove skladbe »Barracudas«.

## Sprejem
Stacia Proefrock je album ocenila s štirimi zvezdicami in pol, v recenziji za spletni portal AllMusic pa je zapisala: »Nevpadljiva narava albuma kot celote, posebej naslovne skladbe, je mogoče prispevala k pomanjkanju pozornosti založbe Blue Note, a vseeno vsebuje album nekatere dragulje, posebej zadnjo skladbo, 'Indian Song'. Na čase se preostali del albuma zdi kot ogrevanje za to neverjetno melodijo, kjer se Shorter vrti v hipnotičnem plesu s Hancockovim klavirjem, obdanim z nočnim basom Cecila McBeeja in zračno strukturo Chambersovega bobnanja. Kratke, ponavljajoče teme in strastno, duhovno igranje odzvanja Johna Coltrana, vendar ima ta kvartet svoj okus in odlično zapleteno mrežo, ki jo pletejo in pripomore k dvigu snemanja na višjo raven.«

## Seznam skladb
Avtor vseh skladb je Wayne Shorter, razen kjer je posebej označeno.
| Št. | Naslov                                      | Dolžina |
| --- | ------------------------------------------- | ------- |
| 1.  | „Etcetera‟                                  | 6:21    |
| 2.  | „Penelope‟                                  | 6:46    |
| 3.  | „Toy Tune‟                                  | 7:24    |
| 4.  | „Barracudas (General Assembly)‟ (Gil Evans) | 11:07   |
| 5.  | „Indian Song‟                               | 11:35   |

## Zasedba
- Wayne Shorter – tenorski saksofon
- Herbie Hancock – klavir
- Cecil McBee – bas
- Joe Chambers – bobni